# IMViC

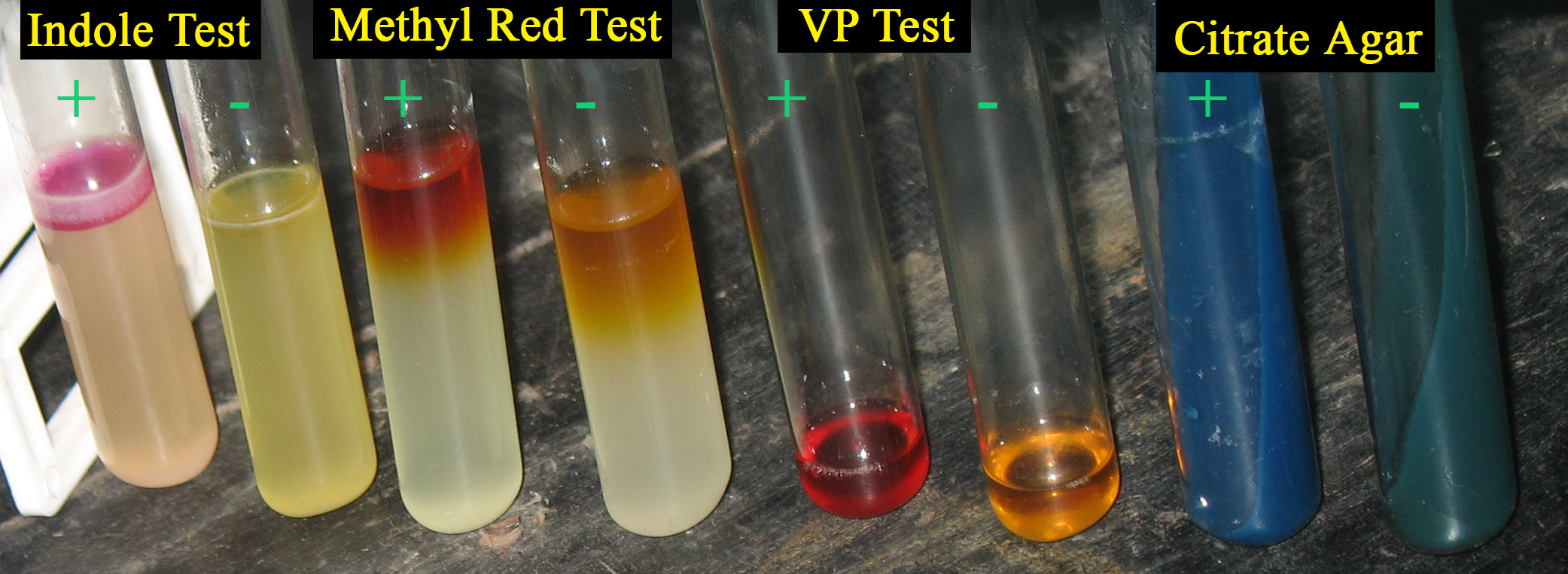
IMViC試驗的结果

IMViC試驗是數個試驗的集合。在微生物實驗室中，時常用來鑑定大腸菌群（Coliform bacteria）。大腸菌群是革蘭氏陰性菌，是好氧或兼性厭氧桿菌，會發酵乳糖並在48小時內產生氣體。食物中若存在一些大腸菌群表示該食物受到糞便污染。
"IMViC"中每一個英文字母各代表了一種試驗。"I"代表吲哚（indole）試驗；"M"代表甲基紅（methyl red）試驗；"V"代表伏普（Voges Proskauer）試驗；"C"代表檸檬酸鹽利用（citrate utilization）試驗。小寫字母"i"只是代表in：檸檬酸鹽利用試驗中我們會把大腸菌群放到檸檬酸鹽中（place "in Citrate"）。
這些試驗方便我們鑑定腸桿菌科（Enterobacteriaceae）。

## 吲哚試驗
在本試驗中，我們將欲鑑定的微生物放到蛋白腖液態培養基（peptone water broth）中。該培養基含有色胺酸（tryptophan），可被色胺酸酶轉變成吲哚，氨和丙酮酸。接著吲哚可以用二甲苯萃取出來。欲測試液態培養基中是否有吲哚產生，在培養細菌24小時後，我們加入柯瓦克試劑（Kovac' reagent），若在液體表面出現一層（粉）紅色，這是陽性結果，表示有吲哚存在。

## 甲基紅和伏普試驗
這兩個試驗共用同一管MRVP液態培養基即可。培養細菌24小時後，將一管分為兩管，其中一管進行甲基紅（MR）試驗，另一管進行伏普(VP)試驗。
甲基紅試驗用以檢測細菌是否在代謝丙酮酸時使用混合酸路徑（mixed acid fermentation）。甲基紅是一種酸鹼指示劑，在PH值小於4.2時成紅色。若細菌走的是混合酸路徑，會產生酸性代謝產物，故該培養管加入甲基紅後會呈紅色，是為陽性。若液態培養基仍維持黃色（PH值大於6.2），是為陰性，表示細菌走的是丁二醇發酵路徑（butanediol fermentation）。
伏普試驗用了1-萘酚和氫氧化鉀去檢測丁二醇發酵路徑的中間產物：乙偶姻（acetylmethylcarbinol）。加入這兩項試劑後，我們必須大力搖晃培養管，並等候5-10分鐘。產生紅色s是陽性的結果，表示細菌走的是丁二醇發酵路徑。

## 檸檬酸鹽利用試驗
本測試使用西蒙檸檬酸瓊脂（Simmon's citrate agar），檢測該微生物可否只用檸檬酸鹽作為其唯一碳源。該瓊脂含有檸檬酸鹽、胺鹽（作為氮源）和溴麝香草酚藍（bromothymol blue）作為指示劑。在種菌以前，西蒙(Simmon’s) 檸檬酸瓊脂是綠色的；若檸檬酸鹽被利用了（陽性），將轉為藍色。

## 用途
IMViC試驗方便我們鑑定腸桿菌科，時常與尿素酶試驗（Urease test）合併使用。下表列出一些重要菌種做IMViC試驗的結果：
| 物種             | 吲哚试验 | 甲基紅試驗 | 伏普試驗 | 檸檬酸鹽利用試驗 |
| ---------------- | -------- | ---------- | -------- | ---------------- |
| 大腸桿菌         | +        | +          | -        | -                |
| 志贺杆菌         | -        | +          | -        | -                |
| 沙门氏菌         | -        | +          | -        | +                |
| 克雷伯氏菌       | -        | -          | +        | +                |
| 普通变形杆菌     | +        | +          | -        | -                |
| 奇异变形杆菌     | -        | +          | -        | +                |
| 弗劳地柠檬酸杆菌 | -        | +          | -        | +                |
| 产气肠杆菌       | -        | -          | +        | +                |